# STADIA
STADIA — советская и российская универсальная статистическая диалоговая система.

## История создания
В конце 60-х годов в научных учреждениях СССР стали появляться достаточно мощные ЭВМ, а в начале 70-х к ним по телефонным линиям связи начали подключать удаленные терминалы, позволявшие производить написание, отладку и счет программ не в утомительном пакетном режиме постоянного ожидания (на перфокартах), а в диалоговом многопользовательском режиме. Однако статистическая обработка данных производилась посредством пакетного вызова процедур из библиотек программ на Фортране, подобных BMDP, IMSL, позднее SAS, а первый зарубежный диалоговый пакет Statgraphics был выпущен только в середине 80-х. Первая же диалоговая версия нынешнего мирового лидера SPSS была выпущена только в 1992, до этого он существовал в пакетно-библиотечном варианте. Поэтому в середине 70-х годов возникла идея создания первой диалоговой статистической системы. 
1975—1977 — создание на базе НИВЦ МГУ диалоговой системы СТАТИС на супер-ЭВМ БЭСМ-6 при коллективном доступе с удаленных терминалов в режиме «разделения времени» ОС ДИСПАК.

## Дальнейшее развитие
1985 — создание диалоговой графической системы DIASTA (Диалоговая статистика) для персональных компьютеров с процессорами 6502, Zilog-80 и Motorola-68010 на OS CP/M. Это была первая в СССР статистическая система для персональных компьютеров, являлась развитием и методическим расширением системы СТАТИС с цветной графикой. Создана в один временной период и независимо от первого зарубежного диалогового пакета Statgraphics.
1988 — преобразование DIASTA в версию STADIA 1.5 для IBM/PC под OS DOS .
1995 — создание первой версии STADIA 6.0 под Windows 3.11.
С 1997 — выпуск новых версий STADIA для последующих платформ Windows.
С 2020 — в реестре отечественных программ для импортозамещения Минцифры .

## Методы и средства анализа
STADIA реализует 
- все основные разделы и методы математической статистики (более 100)
- средства деловой и научной графики (более 30)
- разнообразные преобразования данных и вычисления (более 20);
- развитую экранную помощь, совет, словесную интерпретацию результатов.